# Sheffield United F.C.
Sheffield United Football Club là một câu lạc bộ bóng đá chuyên nghiệp có trụ sở tại Sheffield, South Yorkshire, Anh. Đội bóng hiện thi đấu tại EFL Championship, giải hạng hai của bóng đá Anh, sau khi bị xuống hạng từ Premier League mùa giải 2023–24. Họ có biệt danh là "The Blades" (Những lưỡi dao) do lịch sử sản xuất dao kéo của Sheffield. Đội bóng đã chơi các trận sân nhà tại Bramall Lane kể từ khi thành lập. Trong phần lớn lịch sử của câu lạc bộ, Sheffield United thi đấu trong trang phục áo sọc đỏ trắng với quần đùi đen. Đối thủ chính của họ là Sheffield Wednesday, với trận derby giữa hai đội được gọi là "Steel City derby" (Derby Thành phố Thép). 
Sheffield United được thành lập vào năm 1889 như một nhánh của câu lạc bộ cricket Sheffield United. Sau những màn trình diễn ấn tượng tại Midland League và Northern League, họ được mời trở thành một trong những đội sáng lập của Football League Second Division vào năm 1892. Họ giành quyền thăng hạng lên First Division vào cuối mùa giải 1892–93, trở thành đội đầu tiên làm được điều này, và sau đó giành chức vô địch bóng đá Anh mùa giải 1897–98. Sheffield United tiếp tục giành FA Cup bốn lần vào các năm 1899, 1902, 1915 và 1925; đồng thời là á quân vào năm 1901. Đội bóng đã trải qua 41 năm thi đấu ở giải đấu cao nhất trước khi bị xuống hạng vào năm 1934. United tiếp tục về nhì tại FA Cup năm 1936 và giành quyền thăng hạng với tư cách á quân Second Division mùa giải 1938–39.
Sheffield United giành chức vô địch Second Division mùa giải 1952–53, sau khi bị xuống hạng vào năm 1949. Trong ba thập kỷ tiếp theo, họ liên tục thăng hạng và xuống hạng giữa First và Second Division, với các lần thăng hạng vào các năm 1960–61 và 1970–71 sau các lần xuống hạng vào năm 1956 và 1968. Tuy nhiên, đội bóng dần suy yếu và rơi xuống hạng tư vào năm 1982, nhưng đã ngay lập tức giành quyền thăng hạng với tư cách nhà vô địch Fourth Division mùa giải 1981–82. Thành tích này giúp Sheffield United trở thành một trong năm đội bóng duy nhất từng giành chức vô địch ở cả bốn giải đấu chuyên nghiệp của bóng đá Anh. Được thăng hạng năm 1983–84, họ tiếp tục vượt qua lần xuống hạng vào năm 1988 để giành hai lần thăng hạng liên tiếp, trở lại giải đấu cao nhất vào cuối mùa giải 1989–90.
Sheffield United là một trong những đội bóng sáng lập của Premier League trong mùa giải 1992–93, và họ cũng là đội ghi bàn thắng đầu tiên trong lịch sử giải đấu này. Tuy nhiên, họ bị xuống hạng vào năm 1994, và sau khi để thua các trận chung kết play-off vào các năm 1997 và 2003, đội bóng cuối cùng đã giành quyền trở lại Premier League vào cuối mùa giải 2005–06 dưới sự dẫn dắt của huấn luyện viên Neil Warnock. Tuy nhiên, họ bị xuống hạng ngay mùa giải sau đó và tiếp tục rơi xuống League One vào năm 2011. Họ trải qua sáu mùa giải ở giải hạng ba, thất bại trong ba chiến dịch play-off, trước khi huấn luyện viên Chris Wilder giúp đội bóng giành chức vô địch League One mùa giải 2016–17 để thăng hạng. Đội bóng tiếp tục giành vé lên Premier League mùa giải 2018–19, nhưng bị xuống hạng trở lại Championship vào năm 2021. Sheffield United sau đó thăng hạng lên Premier League từ EFL Championship mùa giải 2022–23, nhưng lại bị xuống hạng ở mùa giải sau đó.

## Danh hiệu
- Giải vô địch quốc gia Anh
  -  Vô địch: 1897-1898
  - Á quân: 1896-1897, 1899-1900
- FA Cup
  -  Vô địch: 1898–99, 1901–02, 1914–15, 1924–25
  - Á quân: 1900–01, 1935–36

## Cầu thủ

### Đội hình hiện tại
Tính đến 30 tháng 8 năm 2024.
Ghi chú: Quốc kỳ chỉ đội tuyển quốc gia được xác định rõ trong điều lệ tư cách FIFA. Các cầu thủ có thể giữ hơn một quốc tịch ngoài FIFA.
| Số | VT | Quốc gia             | Cầu thủ                                    |
| -- | -- | -------------------- | ------------------------------------------ |
| 1  | TM | Anh                  | Michael Cooper                             |
| 2  | HV | Anh                  | Alfie Gilchrist (mượn từ Chelsea)          |
| 3  | HV | Anh                  | Sam McCallum                               |
| 4  | TV | Anh                  | Ollie Arblaster                            |
| 6  | HV | Úc                   | Harry Souttar (mượn từ Leicester City)     |
| 7  | TĐ | Anh                  | Rhian Brewster                             |
| 8  | TV | Hà Lan               | Gustavo Hamer                              |
| 9  | TĐ | Wales                | Kieffer Moore                              |
| 10 | TV | Anh                  | Callum O'Hare                              |
| 11 | TĐ | Anh                  | Jesurun Rak-Sakyi (mượn từ Crystal Palace) |
| 14 | HV | Anh                  | Harrison Burrows                           |
| 15 | HV | Bosna và Hercegovina | Anel Ahmedhodžić                           |
| 16 | HV | Anh                  | Jamie Shackleton                           |

| Số | VT | Quốc gia | Cầu thủ                    |
| -- | -- | -------- | -------------------------- |
| 17 | TM | Wales    | Adam Davies                |
| 19 | HV | Anh      | Jack Robinson (đội trưởng) |
| 21 | TV | Brasil   | Vinícius Souza             |
| 22 | TV | Anh      | Tom Davies                 |
| 23 | TĐ | Anh      | Tyrese Campbell            |
| 29 | TV | Mali     | Ismaila Coulibaly          |
| 31 | TM | Anh      | Luke Faxon                 |
| 33 | HV | Wales    | Rhys Norrington-Davies     |
| 34 | TĐ | Anh      | Louie Marsh                |
| 35 | TV | Anh      | Andre Brooks               |
| 38 | HV | Anh      | Femi Seriki                |
| 42 | TV | Anh      | Sydie Peck                 |
| 45 | HV | Anh      | Sai Sachdev                |

### Cho mượn
Ghi chú: Quốc kỳ chỉ đội tuyển quốc gia được xác định rõ trong điều lệ tư cách FIFA. Các cầu thủ có thể giữ hơn một quốc tịch ngoài FIFA.
| Số | VT | Quốc gia         | Cầu thủ                              |
| -- | -- | ---------------- | ------------------------------------ |
| 13 | TM | Croatia          | Ivo Grbić (tại Çaykur Rizespor)      |
| 25 | TV | Tunisia          | Anis Ben Slimane (tại Norwich City)  |
| —  | HV | Jamaica          | Miguel Freckleton (tại Swindon Town) |
| —  | HV | Cộng hòa Ireland | Sam Curtis (tại Peterborough United) |